# Azusa Shimada
Azusa Shimada (嶋田あずさ?, Shimada Azusa; ...) è una disegnatrice e artista giapponese.

## Carriera
Assieme a Shigenori Soejima, Hanako Oribe e Akane Kabayashi, fa parte dello staff artistico del P-Studio. Entra in Atlus nell'aprile 2016 dopo essersi laureata in design presso il dipartimento di videogiochi dell'Università Politecnica di Tokyo. Ha iniziato lavorando su Persona 5, in particolare occupandosi del disegno lineare, del materiale illustrativo e nella progettazione dei costumi forniti come DLC. Ha inoltre disegnato la copertina dell'artbook ufficiale del gioco e l'abito da Phantom Thief di Ryuji. Nel 2018 ha aiutato Akane Kabayashi nel design dei costumi e della box art di Persona 5: Dancing in Starlight. In Persona 5 Royal (2019) ha creato le illustrazioni del gioco, disegnato l'outfit da Phantom Thief di Kasumi e il design dei nuovi Persona. Nel 2024 ha curato il nuovo design dei personaggi principali di Persona 3 Reload.